# Barcelona Traction

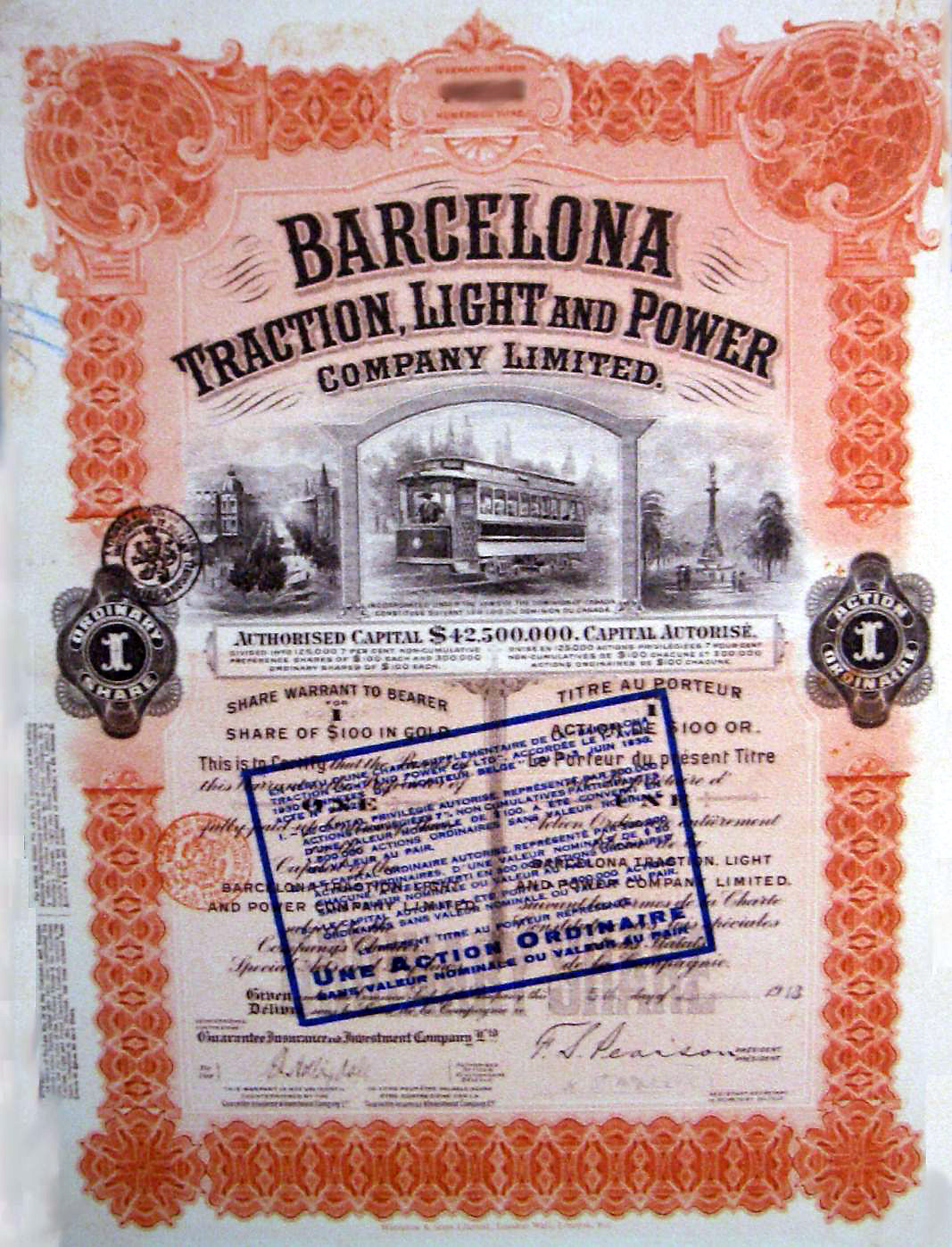
Aktie der Barcelona Traction, Light and Power Company

Die Barcelona Traction, Light and Power Company war ein 1911 in Kanada gegründetes Unternehmen mit mehrheitlich belgischen Eignern. Der Großteil der wirtschaftlichen Aktivitäten wurde hingegen in Spanien durchgeführt. 1948 wurde die Firma in Spanien für Bankrott erklärt, was einen Prozess zwischen Belgien und Spanien vor dem Internationalen Gerichtshof (IGH) nach sich zog, den Belgien verlor. Das 1970 ergangene Urteil gilt als wegweisend in Bezug auf den diplomatischen Schutz juristischer Personen und zu völkerrechtlichen Pflichten erga omnes.

## Der Prozess
Nachdem Kanada, als Mutterland der Gesellschaft, keinen Prozess angestrengt hatte, weil Kanadier nur in geringem Maße involviert waren, legte Belgien die Angelegenheit dem IGH vor. Spanien führte daraufhin vier preliminary objections an.

### Das Urteil
In seinem Urteil vom 5. Februar 1970 verneinte der IGH das ius standi, also das Klagerecht, Belgiens. Da die Barcelona Traction in Kanada als juristische Person weiterhin Bestand hatte, konnte auch nur Kanada um Rechtsschutz nachsuchen.
Bedeutung erlangte das Urteil vor allem dadurch, dass der IGH in einem obiter dictum die Existenz von Pflichten erga omnes anerkannte. Bei einem Verstoß gegen eine erga omnes-Pflicht ist jeder Staat zu völkerrechtlichen Maßnahmen berechtigt. Als Beispiele für solche Pflichten wurden das Aggressionsverbot, das Verbot des Völkermordes, die Prinzipien und Rechte die grundlegenden Menschenrechte betreffend, insbesondere der Schutz vor Sklaverei und Rassendiskriminierung, aufgezählt.